# Aleksandr Sjtsjerbakov

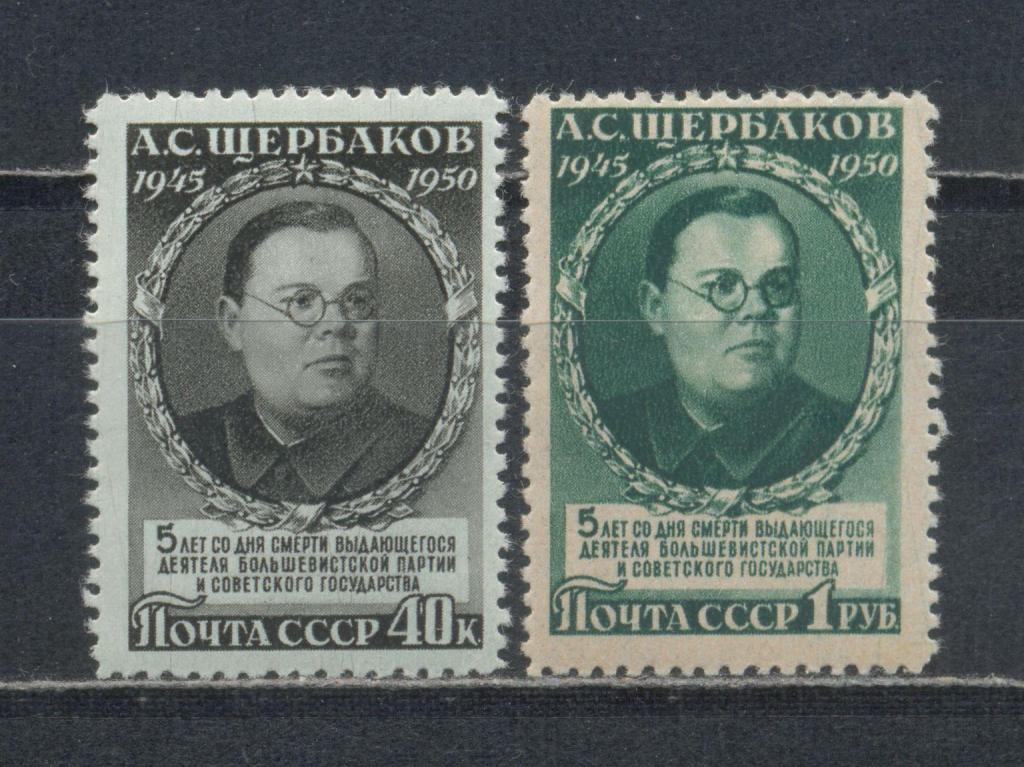
Sjtsjerbakov

Aleksandr Sergejevitsj Sjtsjerbakov (Russisch: Александр Сергеевич Щербаков) (Roeza, 27 september 1901 - Moskou, 10 mei 1945) was als schrijver en dichter samen met Maksim Gorki een van de grondleggers van de schrijversunie van de Sovjet-Unie. Na Gorki's dood (1936) degradeerde Sjtsjerbakov van de positie van eerste secretaris naar die van secretaris van het Leningrad Regionaal Comité, waar hij rapporteerde aan Andrej Zjdanov.
Het eerste sovjet schrijverscongres completeerde het proces van nationalisering van literatuur, dat een aanvang had genomen na de oktoberrevolutie. Het congres gaf goedkeuring aan het besluit van het Centraal Comité, om één organisatie voor alle schrijvers op te richten. Deze organisatie was de schrijversunie van de Sovjet-Unie, geleid door een afgevaardigde van het Centraal Comité: Sjtsjerbakov.
Vanaf 4 mei 1941 was Sjtsjerbakov lid van het secretariaat van de Communistische Partij van de Sovjet-Unie. In 1945 overleed Sjtsjerbakov aan een hartaanval en het daaropvolgende jaar werd de stad Rybinsk naar hem vernoemd, wat in 1957 weer werd teruggedraaid.